# Los Urrutias
Los Urrutias es una localidad del municipio de Cartagena de la comunidad autónoma de la Región de Murcia en España.

## Toponimia

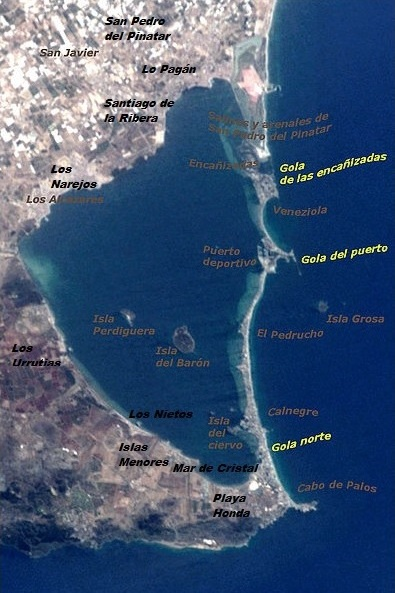
Los Urrutias, población a la orilla del Mar Menor

El topónimo alude a los orígenes de los primeros habitantes de hecho, que portaban el apellido vasco Urrutia. 

## Geografía física

### Ubicación
Situado en la costa del Mar Menor, y limita al norte con Punta Brava y El Carmolí); al este, con el Mar Menor; al sur, con la población de Los Nietos y al oeste, con El Algar.
Dista 18 kilómetros de Cartagena.  

### Clima
Las condiciones climáticas de la localidad corresponden al definido como clima mediterráneo árido (Bsk) según la clasificación climática de Köppen, con temperaturas suaves en invierno y altas en verano. El termómetro puede llegar a 38 °C en julio-agosto, y no suele bajar de 5 °C en invierno, ya que la media anual es de 16-18 °C. 
Las precipitaciones son escasas, entre 200 y 500 mm. anuales, teniendo lugar sobre todo en primavera y otoño. La media es de 323 mm. anuales, pero la humedad también ayuda a la vegetación existente. No obstante, durante los meses de septiembre y octubre se pueden producir, precipitaciones torrenciales causadas por formaciones tormentosas en altura, conocidas popularmente como gota fría, pudiendo causar importantes inundaciones.
Los vientos suelen soplar de sureste o suroeste (lebeche seco), y en otoño del este o noroeste (levante), acompañados en esta última estación de nubes y lluvias. A veces también sopla en otoño el lebeche o el de noroeste, y deja el cielo sin nubes. En cambio, en verano los vientos son más fuertes y si vienen del sur (África) incrementarán notablemente el calor.

### Playas
El paseo marítimo recorre la mitad del pueblo. Las playas son de arena gris y están separadas por espigones de piedras que se adentran en el mar. La intención de los espigones es retener la arena y que ésta no vuelva al mar.
En el año 2016 el pueblo consigue que se tomen medidas para la retirada de los espigones, que según afirman los vecinos, eran responsables de la suciedad en el mar y en la arena.

### Espacios protegidos
Cercanos a Los Urrutias se encuentran varios espacios protegidos pertenecientes al parque natural de los espacios abiertos e islas del Mar Menor:
- El monte de El Carmolí. Se trata de los restos de un antiguo volcán extinguido, visible desde todo el Mar Menor.

- La Marina del Carmolí: un espacio abierto en la desembocadura de la rambla de El Albujón con abundante vegetación de cañas y carrizos en espacios encharcados en donde anidad multitud de aves.

- El saladar de Lo Poyo, espacio protegido con la categoría de Parque natural, LIC y ZEPA situado entre Los Urrutias y Los Nietos aunque más próximo a la última población.

### Problemática medioambiental
Los Urrutias padece las consecuencias de la degradación del Mar Menor, provocada por el cambio de un modelo de agricultura de secano a una agricultura de regadío que vierte nitratos  y produce eutrofización, se desarrolla la llamada "sopa verde" y como consecuencia se da la anoxia o ausencia de oxígeno que ocasiona a veces la muerte de peces de la albufera

## Historia

### Siglos XVII-XVIII
El Mar Menor fue denominado La Albufera o Albufera del Cabo de Palos desde época musulmana y 
sufrió los ataques de piratas berberiscos durante mucho tiempo por lo que apenas estaba poblado debido a la inseguridad existente. La repoblación del Campo de Cartagena tendrá lugar a partir del siglo XVII y estará impulsada por el plan gubernamental de situar a Cartagena como ciudad militar y capital de departamento marítimo. El nuevo auge del movimiento colonizador hacia el Campo de Cartagena traerá nuevos propietarios a la zona.

### SigloXIX
Su nombre proviene de unos militares vascos apellidados Urrutia, que se instalaron en la población tras los sucesos de las guerras carlistas en un palacete denominado La Casa del Miedo.

## Patrimonio histórico- artístico

### La Casa del Miedo
Dicho palacete se situaba en la entrada del pueblo, viniendo desde El Algar, siendo demolido en el año 1994. El palacete era conocido popularmente como "La Casa del Miedo" por la escalofriante sensación que manifestaba y por su deteriorado estado de conservación.

### Torre del Negro
Emplazada en la zona de los Urrutias, fue construida por orden del Rey Felipe II, su nombre primitivo fue el de torre de Arráez, en el momento de su construcción la orilla del Mar Menor apenas se encontraba a 100 metros. Compuesta por dos plantas finaliza su estructura con una garita de guardia que, a su vez, sirve de linterna de acceso desde la planta inferior. Su altura total es de 14 metros. Adosada a la torre se encuentra una casa de campo, los muros presentan un grosor de 1,50 metros y la superficie total son 65 m².

### Iglesia de Nuestra Señora del Carmen
Templo construido a mediados del siglo XX. Fue remodelado construyendo dos naves laterales adosadas a la nave central del templo anterior. La antigua edificación era conocida como la capilla de Los Urrutias y, como en la actualidad, dependiente de la vecina población de El Algar. Durante la construcción del mencionado templo, fue destacable la donación que hizo el rey Alfonso XIII a la parroquia de un precioso cáliz, elaborado a base de piedras preciosas y baño en oro. En su exterior se aprecian las representaciones de la virgen del Rosell y la virgen de la arrixaca, antiguas patronas de Cartagena y Murcia. Además, podemos apreciar otras representaciones como los Cuatro Santos de Cartagena y varios apóstoles. En uno de sus laterales se ubica la imagen procesional de Ntra. Sra. del Carmen, patrona de la localidad, y que preside una hornacina pública y visitable durante todo el año. En su interior podemos encontrar varias imágenes de los Talleres de Olot, el popular Belén parroquial y dos imágenes de hechura contemporánea como la virgen del Carmen y un crucificado.

### Molino de viento
Situado en la carretera hacia El Algar es un típico    molino de viento del Campo de Cartagena.

## Geografía humana

### Organización territorial
Consta de tres núcleos de población: Los Urrutias, Punta Brava y la urbanización Estrella del Mar.
El término municipal de Cartagena se divide en entidades colectivas de población allí denominadas diputaciones. Los Urrutias pertenece a la diputación de El Algar y es una entidad singular de población o pedanía del municipio.

### Demografía

#### Población
En 2022 la población de Los Urrutias era de 1151 habitantes, distribuidos de la siguiente manera: 798 en el Casco Urbano, 10 en Diseminado y 343 en Urbanización Estrella de Mar.

### Equipamientos y servicios
Cuenta con dos hoteles, puerto deportivo, iglesia, varios restaurantes, supermercados, clínica veterinaria, vinoteca, etc. Desde principios del siglo XXI está experimentando cierto crecimiento debido a las inversiones inmobiliarias.
En la actualidad es de reseñar la instalación de cinco nuevos balnearios en las playas de Punta Brava, Los Urrutias y Estrella de Mar, dando respuesta a las demandas vecinales para poder acceder al baño con facilidad. Dicha instalación servirá como atractivo turístico para el entorno y como punto de encuentro de vecinos y visitantes.

### Comunicaciones

#### Autobús
El servicio de transporte público urbano es operado por TUCARSA, que conecta la localidad con la ciudad de Cartagena.
| Línea | Recorrido                                              |
| ----- | ------------------------------------------------------ |
| 21    | Cartagena - Los Urrutias (hasta Playa Honda en verano) |
| 22    | La Manga - Los Urrutias (Búho Mar Menor / Solo verano) |

El servicio de viajeros por carretera del municipio se engloba dentro de la marca Movibus, el sistema de transporte público interurbano de la Región de Murcia (España), que incluye los servicios de autobús de titularidad autonómica.
| Línea | Recorrido                                                          | Operador       |
| ----- | ------------------------------------------------------------------ | -------------- |
| 46    | San Pedro del Pinatar - San Javier - Los Alcázares - Cabo de Palos | ALSA (TUCARSA) |

#### Carreteras
La localidad es atravesada por la RM-F54 que comunica con Los Alcázares al Oeste y Los Nietos al Este. Además dispone de conexión con El Algar.

## Gastronomía
Dentro de sus platos típicos destacan las frituras de pescado, los arroces, asados, así como la gran variedad de tapas y dulces típicos de la zona. Como evento de gran afluencia en el calendario urrutiense es reseñable la popular Rutapa o Ruta de la Tapa Internacional, celebrada cada año durante los días de Semana Santa. En dicho evento se pueden saborear tapas típicas españolas, alemanas, indias o inglesas, así como participar en el popular concurso con el reparto de varios premios.
Otra de las citas de especial interés es La Fiesta del cerdo, con reparto gratuito de salchicha, longaniza, lomo, tocino y morcillas para todos los asistentes. Dicha jornada se celebra a principios de diciembre y es acompañada por un mercadillo artesanal y varios hinchables para los más pequeños.

## Festividades
1 de julio a 31 de agosto.
16 de julio Fiesta de la Virgen del Carmen, Patrona de los marineros, se realiza una procesión con la imagen de la Patrona de Los Urrutias, tanto por las calles del pueblo como por sus costas, montando la imagen en un barco y navegando por el litoral urrutiense. Así mismo, es de especial interés los conciertos musicales a orillas del Mar Menor, concursos gastronómicos, talleres para los más pequeños y el tradicional bingo durante las noches de verano.
Del mismo modo, en Punta Brava destaca las fiestas en honor a Nuestra Señora de la Asunción, con verbenas, rifas, concursos y eventos deportivos. El 15 de agosto destaca la procesión de la patrona por los enclaves de El Carmolí y Punta Brava. A falta de un templo parroquial, todas las celebraciones religiosas de Punta Brava se llevan a cabo en la casa de espiritualidad Stella Maris, lugar de encuentro y retiro espiritual de los seminaristas y sacerdotes del Seminario San Fulgencio de Murcia. 

#### Fiestas de Navidad
En los meses de Navidad destaca la elaboración del tradicional belén dentro de la parroquia, la instalación del árbol de Navidad en la plaza mayor de la iglesia y la llegada de sus majestades de Oriente en barco con la entrega de regalos y obsequios a los más pequeños.
Otras fiestas menores de la población son Halloween, la tradicional sardinada en el puerto deportivo o las Hogueras de Santiago a orillas de Mar Menor con cenas y baño nocturno en la playa.